# Мужская сборная Республики Корея по флорболу
Мужская национальная сборная Республики Корея по флорболу — представляет Республику Корея на международных соревнованиях по флорболу. Управляющей организацией является Федерация флорбола Республики Корея (англ. Korea Floorball Federation).

## Результаты выступлений

### Чемпионаты мира
| Год        | Победы         | Ничьи          | Поражения      | Место          |
| ---------- | -------------- | -------------- | -------------- | -------------- |
| 1996—2012  | не участвовали | не участвовали | не участвовали | не участвовали |
| 2014       | 1              | 0              | 4              | 16             |
| 2016—н. в. | не участвовали | не участвовали | не участвовали | не участвовали |

#### Чемпионаты мира (дивизион C)
| Год  | Победы         | Ничьи          | Поражения      | Место          |
| ---- | -------------- | -------------- | -------------- | -------------- |
| 2004 | не участвовали | не участвовали | не участвовали | не участвовали |
| 2006 | 0              | 0              | 5              | 6              |
| 2008 | 1              | 0              | 4              | 8              |

### Чемпионаты  Азии и Тихоокеанского региона
| Год  | Победы         | Ничьи          | Поражения      | Место          |
| ---- | -------------- | -------------- | -------------- | -------------- |
| 2004 | не участвовали | не участвовали | не участвовали | не участвовали |
| 2005 | 1              | 0              | 3              | 4              |
| 2006 | не участвовали | не участвовали | не участвовали | не участвовали |
| 2007 | 3              | 0              | 2              | 2              |
| 2008 | 2              | 0              | 4              | 4              |
| 2009 | 3              | 0              | 2              | 3              |
| 2010 | 1              | 1              | 2              | 4              |
| 2011 | не участвовали | не участвовали | не участвовали | не участвовали |
| 2012 | 2              | 0              | 2              | 3              |

### Кубок Азии и Океании
| Год  | Победы | Ничьи | Поражения | Место |
| ---- | ------ | ----- | --------- | ----- |
| 2017 | 4      | 0     | 2         | 3     |
| 2019 | 3      | 0     | 3         | 4     |